# Kamā Kol
Kamā Kol (persiska: کما کل) är en ort i Iran.   Den ligger i provinsen Gilan, i den nordvästra delen av landet, 240 km nordväst om huvudstaden Teheran. Antalet invånare är 775.
Terrängen runt Kamā Kol är platt. Runt Kamā Kol är det tätbefolkat, med 659 invånare per kvadratkilometer. Närmaste större samhälle är Rasht, 5,0 km söder om Kamā Kol. Runt Kamā Kol är det i huvudsak tätbebyggt.